# Miroslava Němcová
Miroslava Němcová (ur. 17 listopada 1952 w miejscowości Nové Město na Moravě) – czeska polityk i działaczka samorządowa, parlamentarzystka, w latach 2010–2013 przewodnicząca Izby Poselskiej.

## Życiorys
W 1972 ukończyła technikum rolnicze w Havlíčkůvym Brodzie. Następnie pracowała na stanowisku referenta w Czeskim Urzędzie Statystycznym (do 1992). W tym samym roku przejęła księgarnię w Zdziarze nad Sazawą. Jest mężatką, ma syna.
Działalność polityczną rozpoczęła w 1992, kiedy to wstąpiła do Obywatelskiej Partii Demokratycznej. W 1994 została wybrana do rady miejskiej Zdziaru nad Sazawą, a następnie weszła w skład zarządu miasta (do 2002). W 1996 bezskutecznie kandydowała do Senatu. Dwa lata później została wybrana do Izby Poselskiej, gdzie pełniła funkcję wiceprzewodniczącej klubu parlamentarnego ODS. Od 2002 do 2006 i od 2012 do 2014 była wiceprzewodniczącą swojej partii, a w latach 2010–2012 pełniła funkcję pierwszej wiceprzewodniczącej tego ugrupowania. W 2002, 2006 i 2010 z powodzeniem ubiegała się o poselską reelekcję.
Od 2002 była wiceprzewodniczącą, a od 2006 pierwszą wiceprzewodniczącą Izby Poselskiej. W kwietniu 2010, po rezygnacji z funkcji przewodniczącego izby złożonej przez Miloslava Vlčka, przejęła obowiązki kierowania niższą izbą czeskiego parlamentu. Wykonywała je do czasu swojego wyboru na przewodniczącą, co nastąpiło 24 czerwca tego samego roku.
W 2013, po aferze korupcyjnej wokół Jany Nagyovej i będącego jej konsekwencją upadku rządu Petra Nečasa, Miroslava Němcová została kandydatką koalicji rządowej na stanowisko premiera. Jednak wobec sprzeciwu ze strony prezydenta Miloša Zemana nie objęła tego stanowiska, a premierem został niemający poparcia w parlamencie Jiří Rusnok. W przedterminowych wyborach w tym samym roku oraz w 2017 po raz piąty i szósty z rzędu była wybierana na posłankę.
W 2020 została natomiast wybrana w skład Senatu.